# لوهنوایلر
لوهنوایلر (به آلمانی: Lohnweiler) یک شهر در آلمان است که در Lauterecken-Wolfstein واقع شده‌است. لوهنوایلر ۴۶۷ نفر جمعیت دارد.